# Pediocactus
Pediocactus ist eine Pflanzengattung aus der Unterfamilie Cactoideae in der Familie der Kakteengewächse (Cactaceae). Obwohl einige Pediocactus-Arten zu den häufigsten und verbreitetsten Kakteen im Südwesten und Nordwesten der Vereinigten Staaten gehören, sind einige extrem seltene Arten in Anhang 1 des Washingtoner Artenschutzabkommens zum Schutz gefährdeter Arten aufgenommen worden. Alle Pediocactus-Arten gelten als frosthart.

## Beschreibung
Die Arten der Gattung Pediocactus wachsen klein bleibend, einzeln oder sprossen und erreichen Wuchshöhen von bis zu 20 Zentimeter. Die grünen bis glauken Triebe sind zylindrisch bis kugelförmig oder niedergedrückt kugelförmig. Sie erreichen Durchmesser von 1 bis 15 Zentimeter und Höhen von 0,7 bis 20 Zentimeter. Rippen sind nicht vorhanden, dafür jedoch 2 bis 12 Millimeter lange Warzen mit Durchmessern von 2 bis 11 Millimetern. Die Areolen weisen Durchmesser von 1 bis 6 Millimeter auf. Sie stehen in der Regel 1 bis 6 Millimeter (selten bis 12 Millimeter) voneinander entfernt. Die meist die Triebe verdeckenden Dornen sind unterschiedlich in ihrer Anzahl, Farbe und Stellung. Die bis zu zehn hellgrauen oder weißen Mitteldornen, die auch fehlen können, sind ausgebreitet, gerade oder gebogen, nadelig, borstenartig oder korkig. Sie sind 0,5 bis 3,2 Zentimeter lang. Die drei bis 35 Randdornen sind rötlich bis weißlich, ausgebreitet, gerade oder gebogen. Bei einigen Arten sind sie kammförmig gestellt. Die Randdornen erreichen eine Länge von 0,1 bis 2,1 Zentimeter.
Die Farbe der am Scheitel der Triebe erscheinenden glockenförmigen Blüten reicht von Gelb über Magenta bis Weiß variierend. Die Blüten weisen Durchmesser von 1 bis 2,5 Zentimeter auf. Ihr Perikarpell und die kurze Blütenröhre sind kahl oder nahezu kahl. Die Blütezeit liegt im Frühjahr. Manche Arten bilden schon im Spätherbst Blütenknospen. Einige Arten sind schon im juvenilen Stadium blühfähig.
Die zylindrischen bis kugelförmigen Früchte sind anfangs grünlich. Bei Reife werden sie rötlich-braun und trocken. Die Früchte sind kahl oder mit einigen wenigen Schuppen besetzt. Sie reißen mit einer vertikalen Spalte auf. Der Blütenrest fällt nur teilweise von den Früchten ab. Er hinterlässt einen Rest, der bei der Fruchtöffnung als Deckelchen in Erscheinung tritt. Die Früchte enthalten schwärzlich braune, gerunzelte bis gehöckerte, verkehrt eiförmige oder birnenförmige Samen. Die Samen sind 4 bis 6 Wochen nach der Blüte reif. Sie bleiben außergewöhnlich lange keimfähig (mindestens 10 Jahre).

## Verbreitung
Die natürliche Verbreitung der Gattung Pediocactus erstreckt sich über die US-Bundesstaaten Arizona, Colorado, Idaho, Nevada, New Mexico, Oregon, Montana, Utah, Washington und Wyoming; Vorkommen finden sich auf dem Colorado-Plateau, in den Rocky Mountains, den Great Plains, in der Great Basin-Wüste, im Columbia River Basin, und auf dem Columbia-Plateau. Klima und Bodenbeschaffenheit variieren über das gesamte Verbreitungsgebiet sehr stark. Die niedrigsten Vorkommen kennt man von Pediocactus nigrispinus in Washington in Höhenlagen von 260 Metern, wohingegen Pediocactus simpsonii in Colorado bis in Höhenlagen 3200 Meter ansteigt.
Die wüstenähnlichen Bedingungen der Hochplateaus (Winterperioden bis minus 30 °C, Sommerperioden bis 45 °C) bieten offenbar ideale Verhältnisse. Die durchschnittlichen Jahresniederschläge betragen 250 bis 500 mm.

## Systematik

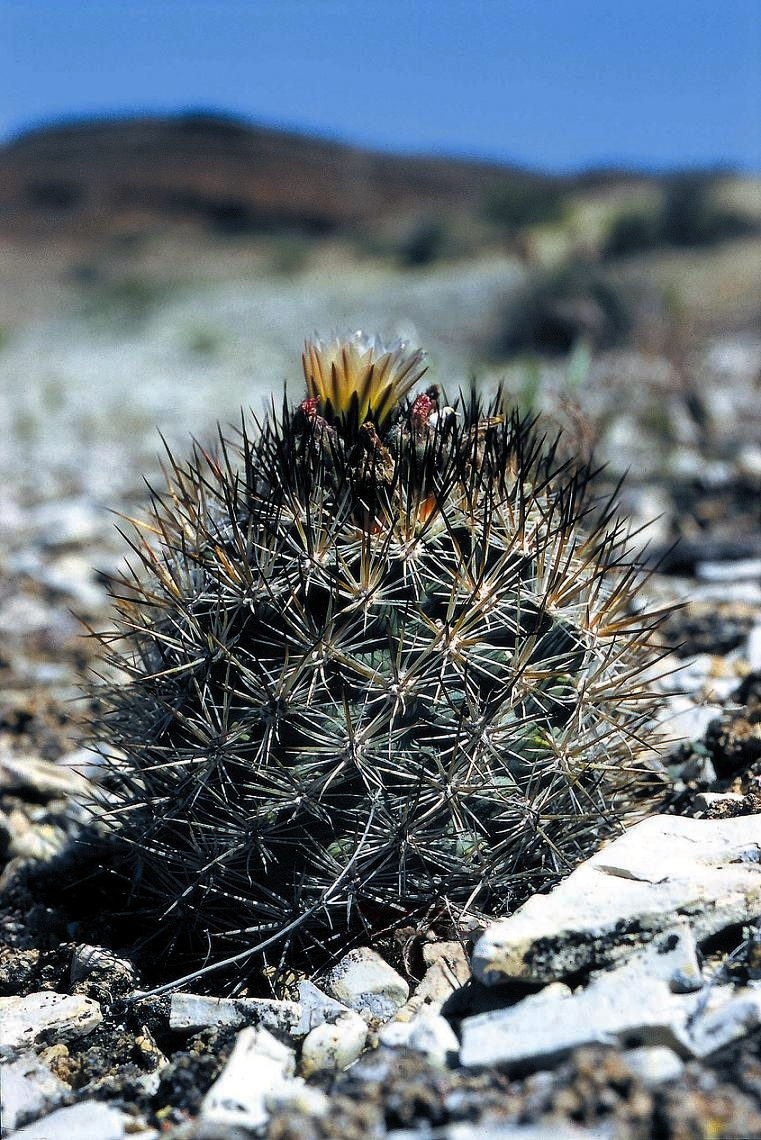
Altes Exemplar von Pediocactus sileri in Utah

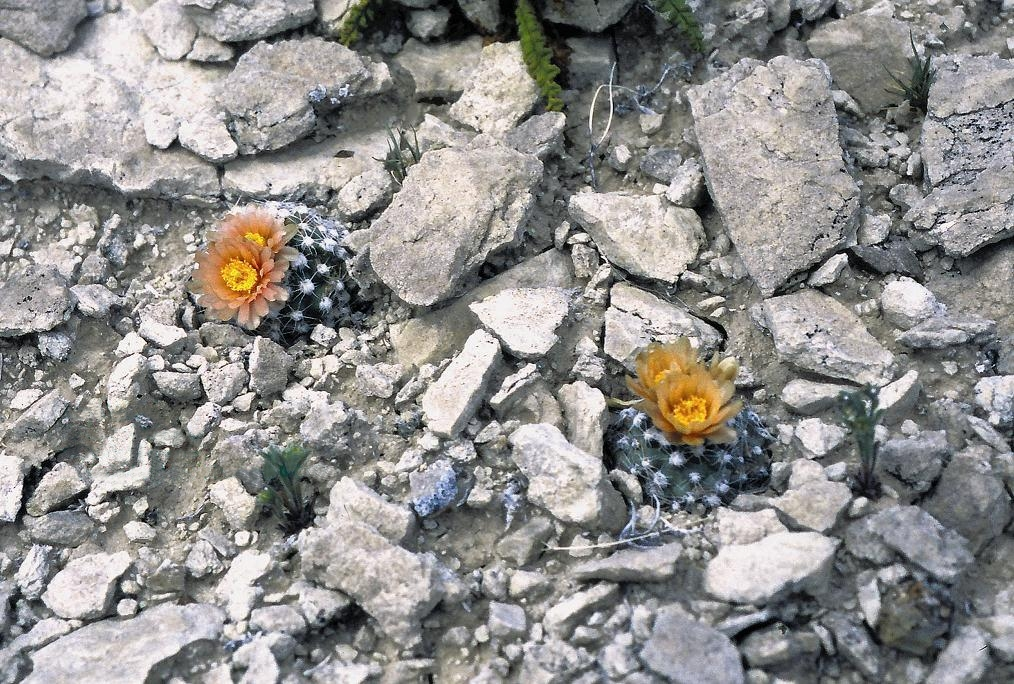
Pediocactus bradyi subsp. winklerorum in Utah, Anfang April

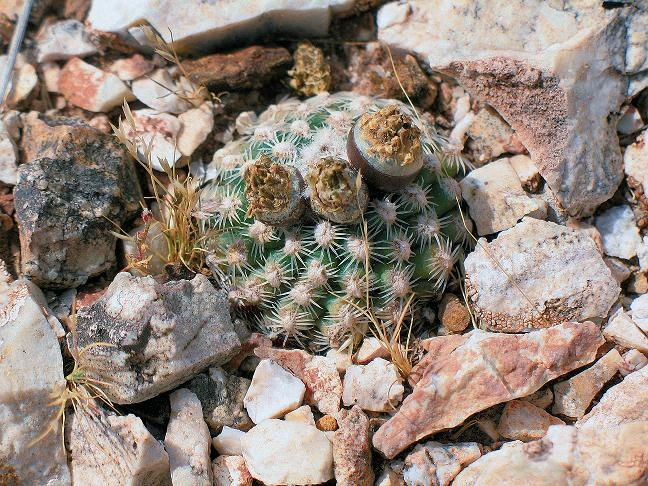
Pediocactus bradyi mit turbinaten Früchten in Arizona

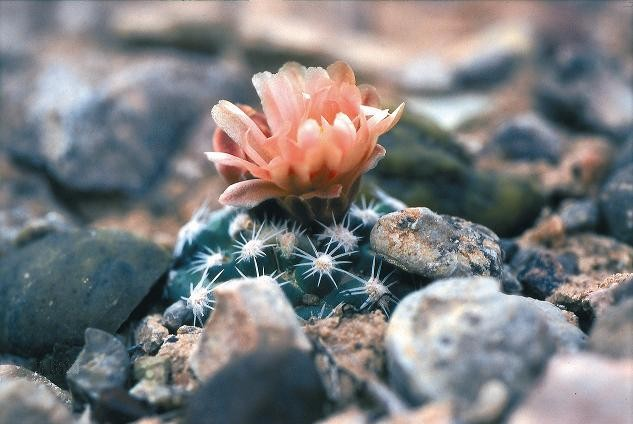
Pediocactus bradyi subsp. despainii mit lachsfarbenen Blüten in Utah

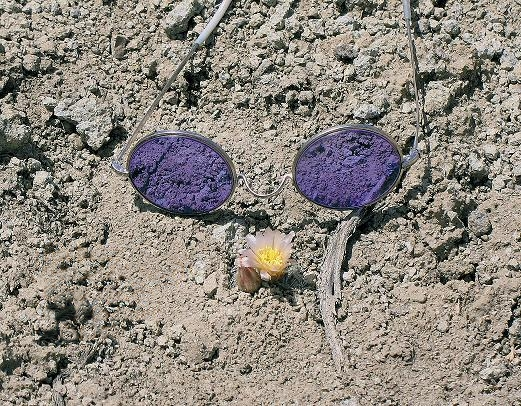
Pediocactus simpsonii in Nevada (Sonnenbrille zum Größenvergleich)

Die Erstbeschreibung durch Nathaniel Lord Britton und Joseph Nelson Rose wurde 1913 veröffentlicht. Die Typusart der Gattung ist Pediocactus simpsonii.
Es gibt verschiedene Ansichten über den Umfang und die taxonomische Gliederung der Gattung. 

### Systematik nach Anderson/Eggli (2005)
Edward Frederick Anderson akzeptierte 2005 folgende Arten und Varietäten:
- Pediocactus bradyi L.D.Benson
- Pediocactus despainii S.L.Welsh & Goodrich
- Pediocactus hermannii W.T.Marshall = Pediocactus simpsonii (Engelm.) Britton & Rose
- Pediocactus knowltonii L.D.Benson
- Pediocactus paradinei B.W.Benson
- Pediocactus peeblesianus (Croizat) L.D.Benson
- Pediocactus simpsonii (Engelm.) Britton & Rose
  - Pediocactus simpsonii var. minor (Engelm.) L.D.Benson
  - Pediocactus simpsonii var. robustior (J.M.Coult.) L.D.Benson
  - Pediocactus simpsonii var. simpsonii
- Pediocactus winkleri K.D.Heil

Synonyme der Gattung sind Utahia Britton & Rose, Navajoa Croizat, Pilocanthus B.W.Benson & Backeb., Neonavajoa Doweld und Puebloa Doweld.

### Systematik nach D.R.Hunt et al. (2006)
Die Gattung umfasst folgenden Arten:
- Pediocactus bradyi L.D.Benson
  - Pediocactus bradyi subsp. bradyi
  - Pediocactus bradyi subsp. despainii (S.L.Welsh & Goodrich) Hochstätter
  - Pediocactus bradyi subsp. winkleri (K.D.Heil) Hochstätter
- Pediocactus knowltonii L.D.Benson
- Pediocactus nigrispinus (Hochstätter) Hochstätter
- Pediocactus paradinei B.W.Benson
- Pediocactus peeblesianus (Croizat) L.D.Benson
  - Pediocactus peeblesianus subsp. fickeiseniorum (Hochstätter) Lüthy
  - Pediocactus peeblesianus subsp. peeblesianus
- Pediocactus sileri (Engelm.) L.D.Benson
- Pediocactus simpsonii (Engelm.) Britton & Rose

### Systematik nach Hochstätter (2007)
Fritz Hochstätter, der die Gattung an ihren natürlichen Standorten studierte, vertrat in seiner Monografie von 2007 folgende Unterteilung: 
- Sektion Pediocactus Hochstätter
  - Pediocactus knowltonii L.D.Benson
  - Pediocactus nigrispinus (Hochstätter) Hochstätter
    - Pediocactus nigrispinus subsp. nigrispinus
    - Pediocactus nigrispinus subsp. beastonii (Hochstätter) Hochstätter
    - Pediocactus nigrispinus subsp. indranus (Hochstätter) Hochstätter

  - Pediocactus paradinei B.W.Benson
  - Pediocactus simpsonii (Engelm.) Britton & Rose
    - Pediocactus simpsonii subsp. simpsonii
    - Pediocactus simpsonii subsp. bensonii Hochstätter
    - Pediocactus simpsonii subsp. idahoensis Hochstätter
    - Pediocactus simpsonii subsp. robustior (J.M.Coult.) Hochstätter

- Sektion Rhytidospermae Hochstätter
  - Pediocactus bradyi L.D.Benson
    - Pediocactus bradyi subsp. bradyi
    - Pediocactus bradyi subsp. despainii (S.L.Welsh & Goodrich) Hochstätter
    - Pediocactus bradyi subsp. winkleri (K.D.Heil) Hochstätter

  - Pediocactus sileri (Engelm.) L.D.Benson

wobei er Pediocactus peeblesianus als einzige Art der Gattung Navajoa auffasste.

### Systematik nach N.Korotkova et al. (2021)
Die Gattung umfasst folgenden Arten:
- Pediocactus bradyi L.D.Benson
- Pediocactus despainii S.L.Welsh & Goodrich
- Pediocactus knowltonii L.D.Benson
- Pediocactus nigrispinus (Hochstätter) Hochstätter
- Pediocactus paradinei B.W.Benson
- Pediocactus peeblesianus (Croizat) L.D.Benson
  - Pediocactus peeblesianus subsp. fickeisenii (Backeb. ex Hochstätter) Lüthy
  - Pediocactus peeblesianus subsp. peeblesianus
- Pediocactus sileri (Engelm. ex J.M.Coult.) L.D.Benson
- Pediocactus simpsonii (Engelm.) Britton & Rose
- Pediocactus winkleri K.D.Heil

## Gefährdung
Die Arten Pediocactus sileri, Pediocactus bradyi, Pediocactus paradinei und Pediocactus knowltonii sind im Anhang 1 des Washingtoner Artenschutzabkommens gelistet. Pediocactus nigrispinus wird als extrem gefährdet eingestuft. Da fast alle Vertreter der Gattung (mit Ausnahme von Pediocactus simpsonii und Unterarten) extrem gefährdet sind, wäre analog zur Vorgehensweise bei vergleichbaren Gattungen auch eine Aufnahme der ganzen Gattung in Anhang 1 denkbar.